# Tina Poli-Randaccio
Ernestina Poli-Randaccio (Ferrara, 13 aprile 1879 – Milano, 1º febbraio 1956) è stata un soprano italiana.

## Biografia
Ha studiato con Gaetano Ortisi al Conservatorio Statale di Musica "Gioachino Rossini" di Pesaro, debuttando nel 1901 al Teatro Gaetano Donizetti di Bergamo come Amelia nel Ballo in maschera, intraprendendo immediatamente una brillante carriera come soprano drammatico.
Già nel 1905 è al Theatro Municipal di Rio de Janeiro e canta in tournée in Nord America con Pietro Mascagni; nel 1910 canta a Rio nella première del Tristano e Isotta di Richard Wagner e al Teatro alla Scala è Brunilde nel Sigfrido e Minnie nella Fanciulla del West (che riprende anche a Napoli, Bari e Lucca).
Nel corso della sua carriera canterà in prime rappresentazioni di diverse opere:
- Parisina di Pietro Mascagni (1913)
- Abisso di Antonio Smareglia (1914)
- L'ombra di Don Giovanni di Franco Alfano (1914)
- Madama di Challand di Carmine Guarino (1927)

La carriera continua brillantemente nei maggiori teatri del mondo: Parigi (1915), Buenos Aires e L'Avana (1916), Barcellona, Madrid, Londra e Verona (1920), Berlino (1924).
Negli ultimi anni ha concentrato l'attività in Italia, ritirandosi dopo un'ultima Turandot al Teatro comunale di Bologna nel 1934.

### Vita privata
Nata Ernestina Poli, ha sposato nel 1904 il tenore Ruggero Randaccio che ha lasciato la carriera per seguirla nell'attività.

## Vocalità e personalità interpretativa
È stata ammirata dai contemporanei per la potenza e l'estensione vocale oltre alla veemenza del fraseggio.

## Repertorio
| Ruolo                | Titolo                 | Autore     |
| -------------------- | ---------------------- | ---------- |
| Norma                | Norma                  | Bellini    |
| Margherita           | La dannazione di Faust | Berlioz    |
| Micaela              | Carmen                 | Bizet      |
| Wally                | La Wally               | Catalani   |
| Lucrezia Borgia      | Lucrezia Borgia        | Donizetti  |
| Maddalena di Coigny  | Andrea Chénier         | Giordano   |
| Santuzza             | Cavalleria rusticana   | Mascagni   |
| Amica                | Amica                  | Mascagni   |
| Parisina             | Parisina               | Mascagni   |
| Valentina            | Gli ugonotti           | Meyerbeer  |
| Sélika               | L'africana             | Meyerbeer  |
| Gioconda             | La Gioconda            | Ponchielli |
| Floria Tosca         | Tosca                  | Puccini    |
| Minnie               | La fanciulla del West  | Puccini    |
| Suor Angelica        | Suor Angelica          | Puccini    |
| Turandot             | Turandot               | Puccini    |
| Gisca                | Abisso                 | Smareglia  |
| Elvira               | Ernani                 | Verdi      |
| Leonora              | Il trovatore           | Verdi      |
| Amelia               | Un ballo in maschera   | Verdi      |
| Elisabetta di Valois | Don Carlo              | Verdi      |
| Aida                 | Aida                   | Verdi      |
| Isotta               | Tristano e Isotta      | Wagner     |
| Brunilde             | Sigfrido               | Wagner     |

## Discografia
Ha inciso diversi dischi per le etichette His Master's Voice, Odeon e Fonotipia tra il 1920 e il 1929.